# Lỗ Tương công
Lỗ Tương công (chữ Hán: 魯襄公, 575 TCN-542 TCN, trị vì 572 TCN-542 TCN), tên thật là Cơ Ngọ (姬午), là vị vua thứ 23 của nước Lỗ - chư hầu nhà Chu trong lịch sử Trung Quốc.
Cơ Ngọ là con của Lỗ Thành công, vua thứ 22 của nước Lỗ. Năm 573 TCN, Lỗ Thành công qua đời, Cơ Ngọ lúc ấy mới ba tuổi lên nối ngôi, tức là Lỗ Tương công.

## Sự nghiệp
Lỗ Tương công lên ngôi còn nhỏ tuổi, việc triều chính do chính khanh Tư đồ Quý tôn Hàng Phủ nắm giữ, vì thế chính sự nước Lỗ vẫn tương đối ổn định.
Nước Lỗ thời Lỗ Tương công vẫn tiếp tục chính sách thân Tấn vì nước Tấn đang là bá chủ chư hầu. Tháng 4 năm 570 TCN, Lỗ Tương công cùng Trọng Tôn Miệt đến hội minh với Tấn Điệu công ở Trường Xư.
Năm 569 TCN, Lỗ Tương công lại sang triều kiến Tấn Điệu công.
Năm 568 TCN, Sở Cung vương tấn công nước Trần. Trần Ai công cầu cứu nước Tấn. Tấn Điệu công bèn hội quân chư hầu, Lỗ Tương công mang quân hưởng ứng cùng các nước Vệ, Tề, Tống, Trịnh đi cứu Trần. Quân Sở giải vây rút về.
Nước Tắng và nước Cử ở cạnh nước Lỗ. Nước Tắng nhỏ hơn nước Cử và được nước Lỗ bảo hộ. Năm 565 TCN, nước Cử đánh diệt nước Tắng. Lỗ Tương công không cứu Tắng, chỉ mang quân tranh chấp với Cử về lãnh thổ của Tắng. Nước Cử sau đó lại đánh vào phía đông nước Lỗ.
Sở Cung vương lại sai công tử Trinh đi đánh nước Trần. Trần lại cầu cứu Tấn. Lỗ Tương công lại cùng họp binh cùng nước Tấn, Tống, Vệ, Tào, Châu ở nước Trịnh, bàn việc đi cứu Trần. Nhưng Tấn Điệu công vẫn không quả quyết tiến quân. Kết quả Trần Ai công phải xin giảng hòa, thần phục với Sở để được giải vây.
Từ năm 565 TCN đến 561 TCN, nước Cử và nước Lỗ liên tục xảy ra chiến tranh, quân Cử ba lần đem quân đánh Lỗ nhưng sau phải rút lui.
Năm 564 TCN, do nước Trịnh không thần phục, Tấn Điệu công cử binh đánh Trịnh. Lỗ Tương công hưởng ứng, cùng các chư hầu Tề, Tống, Vệ, Tào, Cử, Châu, Đằng, Tiết, Kỷ, Tiểu Châu đánh Trịnh, buộc Trịnh thần phục Tấn.
Năm 562 TCN, thế lực Tam Hoàn ở nước Lỗ lớn mạnh. Đại phu Quý Vũ Tử theo phép nước Tấn đặt ra 3 đạo quân, thêm đạo trung quân (trước chỉ có 2 là thượng quân và hạ quân), mỗi đạo 2500 người, nhưng cả ba đạo quân đều do 3 nhà Quý, Mạnh và Thúc chia nhau nắm giữ chứ không do Lỗ Tương công nắm.
Hai năm 561 TCN và 552 TCN, Lỗ Tương công hai lần đến nước Tấn, triều kiến Tấn Điệu công và Tấn Bình công.
Các họ quý tộc Mạnh, Thúc và Quý liên minh lấy lòng dân, làm giảm quyền lực vua Lỗ. Năm 558 TCN, họ Quý và họ Thúc mang quân giúp họ Mạnh đắp lũy ở ấp Thành.
Mùa thu năm đó, nước Châu lấn sang đất Nam Bỉ nước Lỗ. Lỗ Tương công báo với Tấn Điệu công. Vua Tấn định họp chư hầu đánh Châu và Cử, nhưng bỗng ốm nặng. Ít lâu sau Tấn Điệu công mất nên bỏ việc họp chư hầu. Sang năm 557 TCN, vua mới nước Tấn là Bình công hội chư hầu rồi đánh 2 nước hiềm khích với Lỗ là Châu và Cử, bắt Châu Tuyên công và Cử Lệ Tị công vì thông hiếu với nước Tề và nước Sở.
Tề Linh công báo thù cho Châu và Cử, bèn mang quân lấn vào biên giới phía bắc nước Lỗ. Trong năm tiếp theo, Tề đẩy mạnh chiến tranh, đánh Bắc Bỉ và ấp Phòng. Lỗ Tương công sai các tướng Thúc Lương Ngột (cha Khổng Tử), Tang Tùng và Tang Hộc tới giải vây ấp Phòng. Ba tướng mang 300 giáp binh đánh vào trại quân Tề nhưng không thắng. Tang Kiến bị bắt, không chịu hàng Tề Linh công mà tự vẫn.
Nước Châu nhân có Tề giúp, lại mang quân trợ chiến, đánh vào biên giới phía nam nước Lỗ. Lỗ Tương công cầu cứu Tấn. Tấn Bình công bèn hội chư hầu, tập hợp quân Tống, Vệ, Trịnh, Kỷ, Tiết đi đánh Tề. Hai nước Cử và Châu vội ngả theo Tấn, cũng sắp quân theo đánh Tề. Quân chư hầu đánh bại quân Tề, tiến đến vây hãm Lâm Tri, đốt phá một trận mới rút lui.
Năm 554 TCN, tuy Lỗ và Châu cùng dự hội chư hầu do Tấn Bình công làm chủ, nhưng sau đó Lỗ Tương công vẫn hận nước Châu, bèn đánh phá biên giới nước Châu.
Năm 545 TCN, sau việc Tấn và Sở giảng hòa, chư hầu thống nhất công nhận cả hai nước đều là bá chủ, Lỗ Tương công thân hành sang nước Sở triều kiến. Đến sông Hán thì được tin Sở Khang vương qua đời. Đại phu Thúc Trọng Chiêu Bá khuyên ông nên trở về, nhưng ông cho rằng mình đi vì nước Sở chứ không vì riêng Sở Khang vương, nên tiếp tục đến Sính đô.
Ngày tết năm mới (544 TCN), Lỗ Tương công ở Sính đô dự tang Sở Khang vương. Theo đề nghị của vị quan Vu chúc (phụ trách nghi lễ) nước Sở, ông thân hành tới đưa đồ áo khâm liệm, cầm cành đào làm phép trừ khử việc không lành cho vua Sở. Theo nghi lễ, việc cầm cành đào làm phép trừ tà là việc vua đến viếng bầy tôi qua đời mới làm. Ban đầu Lỗ Tương công ngần ngại, nhưng vì vị quan Vu chúc nước Sở đề nghị, ông làm theo. Bá quan nước Sở không ngăn cản gì, sau đó mới ân hận vì để vua nước Lỗ nhỏ hơn coi vua mình như bề tôi.
Thời Lỗ Tương công, ông có quan hệ tốt đẹp với nhiều chư hầu khiến nước Lỗ yên ổn. Nhiều chư hầu, kể cả nước Tấn bá chủ thường cử khanh sĩ sang lễ nước Lỗ.
Sau khi từ nước Sở trở về, Lỗ Tương công thích kiểu cung điện nước Sở, bèn xây một cung giống như vậy, và gọi là Sở cung, thường xuyên nghỉ tại đây.

## Qua đời
Ngày 28 tháng 6 năm 542 TCN, Lỗ Tương công qua đời tại Sở cung. Ông ở ngôi 31 năm, thọ 34 tuổi.
Theo Sử ký, Lỗ Tương công lấy vợ là Kính Quy sinh ra Cơ Dã, lại lấy em Kính Quy là Tề Quy sinh Cơ Trù. Sau khi Lỗ Tương công qua đời, đến tháng 9 năm đó, Cơ Dã cũng mất nên người nước Lỗ lập Cơ Trù lên ngôi, tức Lỗ Chiêu công, không nhắc tới việc thế tử Dã có lên ngôi hay không.
Tả truyện ghi chép khác với Sử ký, cho rằng sau khi Tương công mất, Cơ Dã lên ngôi vua được ba tháng thì qua đời và Cơ Trù được lập làm vua.

## Gia quyến
- Cha: Lỗ Thành công
- Mẹ: Định Tự
- Thê thiếp
  - Kính Quy
  - Tề Quy
- Con cái
  - Lỗ Dã
  - Lỗ Chiêu công
  - Lỗ Định công